# Isole Cooper
Le isole Cooper sono un piccolo gruppo di isolette satelliti di Attu che fanno parte delle isole Near, un gruppo delle Aleutine occidentali e appartengono all'Alaska (USA). Si trovano a circa 1,5 km dalla costa nord-est dell'isola di Attu, a nord della baia Chichagof Harbor. Il tenente William Gibson della U.S. Navy ha dato loro il nome della goletta USS Fenimore Cooper nel 1855.